# Bhama Srinivasan
Pour les articles homonymes, voir Srinivasan.
Bhama Srinivasan, née le 22 avril 1935 à Madras, est une mathématicienne indo-américaine connue pour ses contributions à la théorie des représentations des groupes finis.

## Biographie
Bhama Srinivasan a été étudiante à Madras puis à Manchester, où elle a soutenu en 1960 un doctorat sous la direction de James Alexander Green, sur les représentations modulaires (en) introduites par Richard Brauer. Elle a été ensuite à l'université de Keele, à l'université de la Colombie-Britannique et à l'Institut Ramanujan de l'université de Madras. De 1970 à 1979, elle a enseigné à l'université Clark aux États-Unis, avant de devenir en 1980 professeur à l'université de l'Illinois à Chicago. Elle a reçu la citoyenneté américaine en 1977.
Bhama Srinivasan a effectué des recherches sur les représentations des groupes finis réductifs, liées en particulier aux percées dans ce domaine (en) (par des méthodes de géométrie algébrique), dans les années 1970, par les représentations l-modulaires de George Lusztig des groupes classiques finis. Elle a aussi travaillé, en partie avec Paul Fong, sur des applications de la théorie des représentations des groupes finis à la combinatoire, via les représentations des groupes symétriques.
Elle a été présidente de l'Association for Women in Mathematics de 1981 à 1983 et conférencière Noether en 1990.

## Sélection de publications
- (en) « The characters of the finite symplectic group Sp(4,q) », Trans. Amer. Math. Soc., vol. 131,‎ 1968, p. 488–525 (DOI 10.2307/1994960)
- (en) Representations of Finite Chevalley Groups : A Survey, Springer, coll. « Lecture Notes in Mathematics » (no 764), 1979
- (en) (avec Paul Fong), « The Blocks of Finite General Linear and Unitary Groups », Inventiones, vol. 69,‎ 1982, p. 109-115 (lire en ligne)